# 이수일 (1554년)
이수일(李守一, 1554년~1632년)은 조선의 무신이다.

## 생애
1583년에 무과에 급제하여 훈련원의 벼슬을 거쳐 1586년 소농보권관(小農堡權管)이 되었다가 남병사 신각(申恪)의 휘하로 들어갔다. 이후 선전관, 장기현감을 역임했다.
1592년 임진왜란이 일어나자 의병을 일으켜 참전했으며, 밀양부사, 경상좌도수군절도사를 지내며 전공을 세워 가선대부에 올랐다.
정유재란 때는 성주목사를 지냈으며, 이후에 북도방어사, 북도병마절도사, 남도병마절도사, 경상우도병마절도사, 길주목사, 수원부사, 지중추부사, 지훈련포도대장 · 원유제조(園囿提調), 평안도병마절도사를 차례를, 1616년 숭정대부에 올랐다.
1624년에 이괄의 난이 일어나자 반란군을 무찔러 한성을 되찾은 공으로 진무공신(振武功臣) 2등에 책록되고, 계림부원군(鷄林府院君)에 봉해졌다. 1632년에 그가 사망하자 좌의정에 추증되었다.

## 같이 보기
- 충주 이수일 묘소
- 충주 이수일 신도비